# زيري (سراب)
زيري هي قرية في مقاطعة سراب، إيران. يقدر عدد سكانها بـ 108 نسمة بحسب إحصاء 2016.